# Ювакуран, Утку
Утку Ювакуран (тур. Utku Yuvakuran; 2 ноября 1997 года, Стамбул) — турецкий футболист, вратарь клуба «Бешикташ».

## Клубная карьера
Утку Ювакуран — воспитанник турецкого клуба «Бейлербейи», за который он выступал в Третьей лиге в сезоне 2015/2016. Летом 2016 года он перешёл в «Бешикташ». 19 января 2017 года Ювакуран дебютировал на профессиональном уровне, защищая ворота стамбульцев в домашнем матче Кубка Турции с командой «Дарыджа Генчлербирлиги».
26 августа 2018 года 20-летний вратарь дебютировал в турецкой Суперлиге, выйдя в основном составе в домашнем поединке против «Антальяспора».

## Достижения
Бешикташ
- Чемпион Турции (2): 2016/17, 2020/21

## Личная жизнь
Утку — сын Семиха Ювакурана, бывшего турецкого футболиста, выступавшего среди прочих за «Галатасарай», «Фенербахче» и сборную Турции. Два других брата Утку также являются футболистами.